# Herculagonum
Herculagonum is een geslacht van kevers uit de familie van de loopkevers (Carabidae). De wetenschappelijke naam van het geslacht is voor het eerst geldig gepubliceerd in 2002 door Baehr.

## Soorten
Het geslacht Herculagonum omvat de volgende soorten:
- Herculagonum anassa (Darlington, 1971)
- Herculagonum anax (Darlington, 1971)
- Herculagonum atlas Baehr, 2002